# Коморников, Дмитрий Васильевич
Дми́трий Васи́льевич Комо́рников (род. 28 июля 1981 года) — российский пловец, чемпион Европы, призёр чемпионатов мира. Экс-рекордсмен мира на дистанции 200 метров брассом.

## Карьера
На Олимпийских играх 2000 года в австралийском Сиднее участвовал в комбинированной эстафете 4×100 метров. Россияне (Аминов, Коморников, Марченко, Пиманков) стали четвёртыми в предварительном заплыве I и не попали в финал. В индивидуальных соревнованиях выступал на дистанциях 100 и 200 метров брассом, показав 10-й и 9-й результат.
15 июня 2003 года в Барселоне (Испания) установил рекорд мира в плавании брассом на дистанции 200 метров — 2:09.52. Рекорд продержался лишь 40 дней: японец Косукэ Китадзима также в Барселоне показал результат 2:09.42.
На Олимпийских играх 2004 года в Афинах на дистанциях 100 и 200 метров брассом занял 12-е и 17-е места.
В Пекине на Олимпийских играх 2008 года был лишь 34-м на 100-метровке брассом.
Двукратный чемпион Европы. Многократный призёр чемпионатов мира и Европы.